# 55 Cancri c
55 Cancri c is een exoplaneet die draait om de ster 55 Cancri, op 40,9 lichtjaar van de Aarde vandaan. Het is de derde planeet gezien vanaf 55 Cancri. 55 Cancri c werd ontdekt op 13 juni 2002 door Geoffrey Marcy. De planeet heeft massa die vergelijkbaar is met die van Saturnus. Zijn afstand tot 55 Cancri varieert tussen de 0,219 AE en 0,26 AE, een omloop duurt 44,34 aardse dagen.
In december 2015 kreeg de planeet van de IAU de officiële naam Brahe, naar de astronoom Tycho Brahe.